# 花紅藥業
廣西花紅藥業股份有限公司，簡稱廣西花紅藥業股份、廣西花紅藥業，以及花紅藥業（英語：Guangxi Huahong Pharmaceutical Company Limited），於1971年由當時柳州市政府設立一家製藥公司。而前身為「柳州市中藥廠」、「柳州市民族中藥總廠」、「柳州市中藥總廠」、「廣西花紅藥業廠」，「廣西花紅藥業有限責任公司」。
現時為上海復星集團旗下公司。業務在國內經營、生產、研發及銷售各類中成藥產品，以「花紅」為主要品牌。董事長為韋飛燕。
早期厂区位于柳州市红光路74号（红光桥南岸），后迁至柳江区柳堡路529号，2024年1月10日在柳江区新兴工业园柳石路东片区建成新厂区。

## 連結
- HHYY.com （页面存档备份，存于）